# Чашкаял (Сернурский район)
Чашкаял (мар. Изи Чашкаял) — деревня в Сернурском районе Республики Марий Эл. Входит в состав Сердежского сельского поселения.

## География
Находится в северо-восточной части республики Марий Эл на расстоянии приблизительно 6 км на восток-северо-восток от районного центра посёлка Сернур.

## История
Известна с 1802 года починок Чашкаял по речке Сердеж, где проживали 96 крещёных черемис. В 1834 году в Малом Чашкаяле проживали 146 человек. В 1884—1885 годах в деревне Чашкоял Малый значилось 57 дворов, проживали 336 человек, мари. В 1925 году здесь проживали 386 человек, мари.
В 1964 году в 72 хозяйствах проживали 550 человек. В 1975 году в 75 хозяйствах проживали 416 человек. В 1988 году в 70 домах — 293 человека. В деревне имелись магазин, клуб, столовая, школа, комплексы крупного рогатого скота, свинокомплекс, картофелехранилище. В 2005 году отмечено 83 двора. В советское время работали колхозы «Ужара», «Победа», позднее ЗАО «Сердежское».

## Население
Население составляло 281 человек (мари 99 %) в 2002 году, 287 в 2010.